# Camaro Cup 2008
Camaro Cup 2008 var 2008 års säsong av racingmästerskapet Camaro Cup.
Den 20 maj 2007 kunde Svenska Bilsportsförbundets ordförande Kåge Schildt meddela att klassen tilldelats Riksmästerskap-status till följande år. Inför säsongen 2008 fortsatte arbetet med att popularisera och modernisera serien, framför allt genom eldsjälen Göran Boströms arbete. Med över 30 bilar anmälda såg det ut att bli fulla fält på alla årets åtta deltävlingar. Barntimmen i depån under förmiddagarna fortsatte, där barnen fick tillfälle att provsitta bilarna, bli fotograferade och tatuerade. Fler planscher, vykort, ballonger och flaggor delades ut. Team Brofalks bilar var under året målade i ett Bilar-inspirerat färgmönster. Alla Camaro Cup-lopp sändes i ett sammandrag på tävlingshelgens söndag genom Johan Thoréns program Race i SVT klockan 21.15, direkt efter Sportspegeln.
Som en del i sin strävan att bli mera miljömedvetna drevs alla bilar detta år enbart på etanolbränslet E85.

## Specifikation för Camaro Cup 2000
De bilar som tävlade i mästerskapet 2008 var uppbyggda kring en Chevrolet Camaro av generation fyra (1993–2002) i stort sett GM-original, bara lättad på inredning och försedd med störtbåge och (in- och utvändig) eldsläckare. Reglementet var skrivet för att tävlingarna skulle bli jämna och med lika stor chans för alla att ställa upp oavsett plånbokens storlek. Det var tillåtet att modifiera en targamodell till coupé och en vanlig V6 till Z28, däremot tilläts inte cabriolet-bilar att tävla.
I korthet innebär det:
- Motor: V8 5,7 liter (350 cui), beteckning ZZ4 GM24502686
- Förgasare: Holley 750 cfm nr 4779
- Effekt: ca 420 hk
- Växellåda: 4-växlad (typ NASCAR)
- Stötdämpare: Öhlins
- Bromsar fram: Chevrolet Corvette C5
- Bromsar bak: Camaro original
- Bilens minimivikt med förare: 1350 kg
- Däck: Michelin Slicks 265×640×17
- Bränsle: E85

## Tävlingskalender
- 17–18 maj Mantorp Park (Premiär)
- 13–14 juni Göteborg (Stadslopp)
- 12–13 juli Falkenbergs Motorbana (Västkustloppet)
- 16–17 aug Karlskoga Motorstadion (Kanonloppet)
- 30–31 aug Ring Knutstorp (Kvällspostens Newsrace)
- 27–28 sep Mantorp Park (Final)

## Stall och förare
| Nr | Förare                               | Team                     |
| -- | ------------------------------------ | ------------------------ |
| 1  | Jöran Persåker                       | Persåkers Speed Shop     |
| 2  | Jonny Gustavsson                     | Eljas motorsport         |
| 4  | Joakim Bergström                     | Joakim Bergström         |
| 6  | Richard Berggren                     | Bryntesson Motorsport    |
| 8  | Ronny Nygård                         | Nygård Motorsport        |
| 9  | Göran Pettersson/Richard Zetterström | Pettersson/ Zetterström  |
| 10 | Jan Wollin                           | Persåkers Speed Shop     |
| 11 | Frederick Bylund                     | Team Bylund/ Roos Racing |
| 12 | Jörgen Eriksson                      | Rättviks Racing          |
| 13 | Felix Körling                        | Team Bylund              |
| 18 | Mårten Hansen                        | Team Bålsta Släpet       |
| 20 | Christian Nilsson                    | Team Cash Nilsson        |
| 21 | Jan Nilsson                          | Team Cash Nilsson        |
| 31 | Leif Gåije                           | Gåije Racing             |
| 33 | Jonas Nilsson                        | jn-motorsport            |
| 35 | Mikael Granberg                      | Fini-Granberg Motorsport |
| 36 | Thomas Faraas Jan Aronsson           | Lindum-Kongsrud Racing   |
| 37 | Ole Martin Lindum                    | Lindum-Kongsrud Racing   |
| 38 | Dag Terje Kisen Lars Erik Schou      | Lindum-Kongsrud Racing   |
| 39 | Bernard Kongsrud                     | Lindum-Kongsrud Racing   |
| 40 | Algot Öberg                          | Eljas motorsport         |
| 43 | Marcus Lundström                     | Lundström Motorsport     |
| 49 | Kjell Folkesson                      | Björkviks MC             |
| 52 | Tommie Eliasson                      | TeamX3M                  |
| 55 | Bosse Högberg                        | BOHTAB Racing            |
| 57 | Daniel Svensson                      | Lundström Motorsport     |
| 66 | Magnus "Kroken" Krokström            | Bryntesson Motorsport    |
| 69 | Anders Brofalk                       | Bryntesson Motorsport    |
| 73 | Stefan Jacobsson                     | Prema Motorsport         |
| 74 | Johan Klahr                          | Johan Klahr              |
| 77 | Mikael Wärn                          | MPW Racing               |
| 96 | Gästbil                              | Bryntesson Motorsport    |
| 99 | Niklas Johansson                     | Nice Engineering         |